# Efibulella
Efibulella is een monotypisch geslacht van schimmels behorend tot de familie Phanerochaetaceae. Het bevat alleen Efibulella deflectens.